# Sielec (Busko)
Pour les articles homonymes, voir Sielec.
Sielec est une localité polonaise de la gmina de Wiślica, située dans le powiat de Busko en voïvodie de Sainte-Croix.